# 飯塚友一郎
飯塚 友一郎（いいづか ともいちろう、1894年（明治27年）11月11日 - 1983年（昭和58年）4月21日）は、日本の演劇研究家、弁護士である。妻は日本舞踊家の飯塚くに。

## 経歴・人物
東京の生まれ。1919年（大正8年）東京帝国大学（現在の東京大学）法学部卒業後、約10年間弁護士として活動しその傍らとして在学中からの歌舞伎等の演劇研究に携わった。その後は弁護士としての活動を辞め、1932年（昭和7年）には日本大学芸術学部の教授となる。
その後は二松學舎大学にて教鞭を執り、日本演劇学会の設立にも携わった。また松竹歌舞伎審議会の専門委員や国立劇場の評議員、鎌倉アカデミアの初代校長、鎌倉市教育委員等も歴任した。

## 栄典
- 勲三等瑞宝章 - 1970年（昭和45年）受章[3]。

## 著書

### 主著
- 『歌舞伎細見』- 1926年（大正15年）刊行[2][4]。1919年に刊行された『歌舞伎狂言細見』の改訂および増補したものであり[4]、仇討狂言等11種に分類されている[4]。巻末には狂言名や登場人物の索引が掲載されている[4]。現在では歌舞伎研究として重要な業績とみなされ[4]、価値が高いものとされている[4]。
- 『世界演劇史』- 原作はデンマークの演劇学者カール・マンツィウス（英語版）の著書[2][3]。日本語に翻訳された全6巻からなる[2]。

### その他の著書
- 『歌舞伎概論』
- 『演劇学序説』